# Hormigón en masa
Hormigón masivo es definido por el Comité 207 del American Concrete Institute como «cualquier volumen de hormigón de dimensiones lo suficientemente grandes como para exigir que se adopten medidas para hacer frente a la generación de calor de hidratación del cemento y asistente cambio de volumen para minimizar el agrietamiento». Por su parte como material, el hormigón en masa es una mezcla, idealmente homogénea, de cemento, agua, áridos, adiciones y aditivos en proporción variable. En condiciones normales el cemento y el agua reaccionan químicamente (hidratación del cemento) y forman una red sólida entre los granos de árido que dan lugar tras el fraguado y la pérdida del agua en exceso un sólido resistente, con resistencia a la compresión de entre 20 MPa y 50 MPa.
Como la temperatura interior de hormigón en masa se eleva debido al proceso de hidratación del cemento, el hormigón exterior puede estar enfriándose y contrayéndose. Si la temperatura difiere demasiado dentro de la estructura, el material puede agrietarse. Los principales factores que influyen en la variación de la temperatura en la estructura de hormigón en masa son: el tamaño de la estructura, la temperatura ambiente, la temperatura inicial del hormigón en el momento de la colocación y el programa de curado, el tipo de cemento, y el contenido de cemento en la mezcla.
Las estructuras de hormigón en masa incluyen losas de cimentación masivos, represas, y otras estructuras de concreto cuya dimensión mínima sea superior a 3 metros.